# Cantón de Clervaux
Clervaux (en alemán Clerf y en luxemburgués Klierf) es un cantón del norte de Luxemburgo.

## Comunas

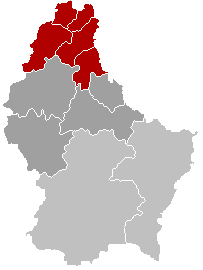
Comunas.

El cantón consta de cinco comunas:
- Clervaux
- Parc Hosingen
- Troisvierges
- Weiswampach
- Wincrange

## Geografía
El cantón de Clervaux limita con:
- El cantón de Vianden al sureste;
- El cantón de Diekirch al sur;
- El cantón de Wiltz al suroeste;
- La Provincia de Luxemburgo (Bélgica) al oeste;
- La Provincia de Lieja (Bélgica) al norte; y
- La división administrativa Bitburg-Prüm, Renania-Palatinado (Alemania) al este.

- Datos: Q691793
- Multimedia: Canton of Clervaux / Q691793